# Allego
Allego ist Betreiber eines Schnellladenetzes für Elektroautos mit Sitz in den Niederlanden.

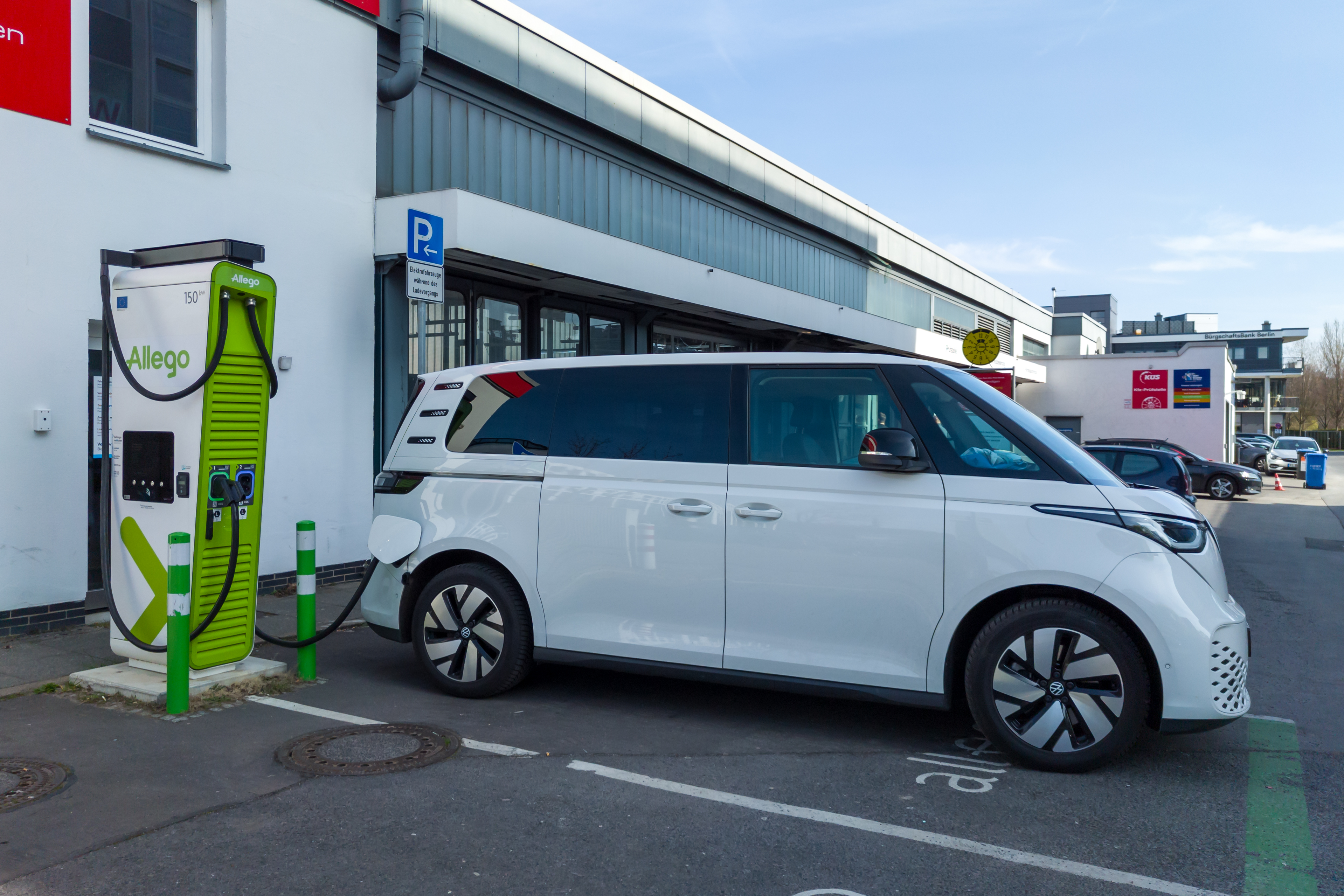
Allego-Schnelllade-Station vom Typ Alpitronic Hypercharger in Berlin-Charlottenburg

## Geschichte
Das Unternehmen wurde im September 2013 unter dem Namen Alliander Mobility Services als Tochter der Alliander N.V. aus Arnhem gegründet, einem Gas- und Stromnetzbetreiber, und im Juni 2014 in Allego umbenannt. Das Mutterunternehmen war in Berlin seit 2006 mit der Stadtlicht GmbH aktiv. Über dieses Standbein gewann Allego Im Januar 2015 eine Ausschreibung des Landes Berlin zum Betrieb der Stromtankstellen. Die entsprechenden Verträge mit der Allego GmbH wurden 2019 verlängert.
Im Herbst 2015 begann Allego mit dem Aufbau eines Netzes von Schnellladestationen entlang der deutschen Autobahnen. Allego übernahm 2016 im Projekt „Fast-E“, mit EU-Fördermitteln, den Aufbau von 40 Schnelllader mit 50 kW Allego stellte im Januar 2018 das Projekt „Mega-E“ vor, das mit EU-Fördermitteln ein HPC-Ladenetz mit 322 Standorten und 27 E-Lade-Hubs errichten sollte. Insgesamt 1300 HPC-Ladepunkte mit bis zu 350 kW sollten dabei bis 2025 entstehen. Ab 2021 begann Allego auch die Standorte von „Fast-E“ auf HPC-Ladestationen umzurüsten. Die Anschlüsse waren allerdings schon für 350 kW vorbereitet worden. Im Juli 2022 hat Allego eine Kaufoption auf die schon errichteten 100 Standorte mit 770 Schnellladern ausgeübt.
Allego wurde zum 31. Mai 2018 an einen französischen Infrastrukturfonds, Meridiam, verkauft. Im April 2020 wurde bekannt, dass jede zweite Stelle bei Allego gestrichen werden soll.
2023 gewann Allego ein Regionallos in der Region West (Nordrhein-Westfalen und Emsland) bei der Ausschreibung des Deutschlandnetzes.
Seither wurde es durch Fusion mit einem SPAC an der Börse von New York (NYSE) notiert.